# Marian Mudder
Marian Mudder (Rotterdam, 8 januari 1958) is een Nederlands actrice, schrijfster, coach en therapeut.

## Levensloop
Mudder studeerde een jaar psychologie, waarna ze de toneelopleiding aan het Conservatorium van Antwerpen volgde. In 1989 debuteerde de actrice in het toneelstuk De lente. Daarna speelde ze in verschillende theaterproducties. Naast theater acteerde ze ook in televisieseries en films.
Ze verwierf landelijke bekendheid met haar rol van Nathalie Tellegen in de dramaserie Vrouwenvleugel en haar rol van Vera Prins in de televisieserie Baantjer. Verder speelde ze in series als Westenwind, I.C. en Goede tijden, slechte tijden.
In 2009 debuteerde ze als schrijfster met de roman Geluksblind. Daarna volgden De perfecte minnares (2011) en Volgende keer bij ons (2012). Ze schrijft iedere maand in tijdschrift Zin over televisieseries.
Als ervaringsdeskundige op het gebied van angst is zij actief als coach en therapeut en gespecialiseerd in angstproblematiek. Zij is hiertoe opgeleid in de EFT (Emotional Freedom Techniques) en als mindfulness trainer. Haar ervaringen op dit gebied heeft zij in boeken samengevat.

## Film en televisieseries
- Zeg 'ns Aaa (1987) - Diamantverkoopster (onder de naam Anne Morée)
- Nieuwe buren (1987) - Anna
- Op je ogen (1988) - Presentatrice
- Medisch Centrum West (1988) - Gerda Cazal (onder de naam Marian Moree)
- Not Mozart (1990) - Lady of the house
- De nacht van de wilde ezels (1990) - Marouska (onder de naam Marian Moree)
- Parallax (1990) - Cissy
- Opera Kino (1990) - Woman
- Everybody wants to help Ernest (1991) - Girlfriend
- Openbaringen van een slapeloze (1991) - Anna Wierook
- Meester Bleekbeen (1991) - Lena
- Take Off (1991) - Anke Kamperveen
- Vrouwenvleugel (1995) - Nathalie Tellegen
- Sylvia Millecam Show - Barbara van der Zwan
- Madelief (1995) - Onderwijzeres
- Het Zonnetje in Huis (1996) - Elvira Duran
- Wereldberichten (1996) - Nieuwslezeres
- Het recht van de zwakste (1997) - Buurvrouw
- Flodder (televisieserie) (1999) - Lara van der Croft (opgenomen in 1997)
- Ben zo terug (1999) - Charlotte
- Westenwind (2000) - Anouk du Mee
- Hij en Julia (2000) - Zus van Lonneke
- Kees & Co (2000) - Nathalie Meetman
- Goede daden bij daglicht (2001) - Marije
- Isabelle (2001) - Isabelle
- Loenatik – de moevie - Douane Officier
- Baantjer (1995-2002) - Vera Prins
- IC (2003/2004) - Anna Vermaas
- So be it (2003) - Sam’s moeder
- Ook dat nog! - Zichzelf
- De Afdeling (2004/2005) - Bettina
- Baantjer (2006) - Vera Prins
- Hotnews.nl (2006) - Hoofdredactrice
- Voetbalvrouwen (2006) - Natasja
- Lotte (2006) - Louise Mitchell
- Verborgen gebreken (2009) - Wendelien van Praag
- Flikken Maastricht (2009) - Anika Bjorkvors
- Gooische Frieten (2010) - Zichzelf
- Sketch Up (2011-2012) - Betty
- Goede tijden, slechte tijden (2011) - Dr. Samantha van Londen
- Sinterklaasjournaal (2012) - Agente
- Verliefd op Ibiza (2013) - Marla
- Pelgrimscode (2013) - Kandidaat
- Sophie's Web (2013) - Healthcoach
- Hè, gezellig (2014) - Vrouw in Supermarkt
- Fashion Planet (2014) - Jane Gargiulo
- Expeditie Robinson (2015) - Kandidaat
- Meiden van de Herengracht (2015) - Judith Kramer
- Heer & Meester (2016) - Hester Goedkoop
- Smeris (2018) - Sonja Steenwijk
- Flikken Maastricht (2022) - Debbie de Leeuw
- Medisch Centrum West (2025) - Willeke

## Theater
- De lente (1986)
- Sexual Perversity in Chicago (1986)
- De Blinde (1987)
- El Cid (1987)
- Hinderlaag (1988)
- Andromache (1989)
- Seduced (1990)
- Fausto & Giuilia (1990/1992)
- Solden (1991)
- An der schone blauen Donau (1991)
- Pericles (1994)
- Bedscènes (1999)
- Nacht (2000)
- Dreen (2002)
- Gouwe handjes (2003)
- Mama (2004)
- Mensenkinderen (2010)
- Zomergasten (2013)
- Sofasessies (2019)

### Bestseller 60
| Boeken met noteringen in de Nederlandse Bestseller 60 | Jaar van verschijnen | Datum van binnenkomst | Hoogste positie | Aantal weken | Opmerkingen |
| ----------------------------------------------------- | -------------------- | --------------------- | --------------- | ------------ | ----------- |
| Wat ik eerder had willen weten                        | 2022                 | 26-01-2022            | 28              | 5            |             |
| Geluk zit in een klein boekje                         | 2024                 | 20-11-2024            | 41              | 1            |             |